# Carrao (rijeka)
Carrao je rijeka u Venezueli, pritoka rijeke Caroni. Pripada porječju rijeke Orinoco. Poznata je po jednoj od svojih pritoka, rijeci Churun, na kojoj se nalaze Angelovi slapovi, najveći vodopad na svijetu. Drugi veliki pritok je rijeka Ahonda. Rijeka Carao većim dijelom teče kroz Nacionalni park Canaima. Sa skretanjem prema sjeveru, rijeka se širi i ulazi u turistički gradić Canaima. Rijeka u daljnjem tijeku nastavlja teći prema sjeveru, zatim se opet stanjuje, skreće prema zapadu, te utječe u rijelu Caroni, jednu od važnijih pritoka rijeke Orinoco.